# Josef Isser
Josef Isser, detto Pepi (Matrei in Osttirol, 1926), è un ex slittinista ed ex bobbista austriaco.

## Biografia
Primo di cinque fratelli tutti distintisi in ambito internazionale (Maria, Heinrich, Franz e Fritz) è stato un atleta attivo in diverse specialità. Iniziò la sua carriera internazionale nello slittino e con la nazionale austriaca vinse una medaglia d'argento nel doppio ed una di bronzo nel singolo nella prima edizione dei campionati mondiali di Oslo 1955; l'argento nel doppio lo ottenne in coppia con sua sorella Maria, la prima donna ad aver conquistato una medaglia nella specialità del doppio nella storia dei mondiali, degli europei o dei Giochi olimpici.
Sempre nello slittino ma per quanto concerne le rassegne continentali ottenne quattro medaglie, delle quali due d'oro: una nel doppio nuovamente insieme alla sorella Maria a Davos 1954 e l'altra nel singolo ad Imst 1956.
Gareggiò anche nel bob in qualità di frenatore per la squadra nazionale austriaca. Prese parte ad almeno due edizioni dei campionati mondiali, conquistando in totale due medaglie. Nel dettaglio i suoi risultati nelle prove iridate sono stati, nel bob a due: medaglia d'argento a Sankt Moritz 1955 in coppia con Paul Aste; nel bob a quattro: medaglia di bronzo a Garmisch-Partenkirchen 1962 insieme ai fratelli Heinrich, con il quale aveva conquistato anche una medaglia d'argento ai campionati europei di slittino, Franz e Fritz.

## Palmarès

### Slittino

#### Mondiali
- 2 medaglie:
  - 1 argento (doppio ad Oslo 1955);
  - 1 bronzo (singolo ad Oslo 1955).

#### Europei
- 4 medaglie:
  - 2 ori (doppio a Davos 1954; singolo ad Imst 1956);
  - 1 argento (doppio ad Igls 1951);
  - 1 bronzo (doppio a Garmisch-Partenkirchen 1952).

### Bob

#### Mondiali
- 2 medaglie:
  - 1 argento (bob a due a Sankt Moritz 1955);
  - 1 bronzo (bob a quattro a Garmisch-Partenkirchen 1962).